# Vălcin, Burgas
Vălcin (în bulgară Вълчин) este un sat în comuna Sungurlare, regiunea Burgas,  Bulgaria. 

## Demografie
Componența etnică a satului Vălcin
     Turci (31,1%)
     Bulgari (38,81%)
     Romi (30,07%)
     Nicio identificare (0%)
La recensământul din 2011, populația satului Vălcin era de 389 locuitori. Nu există o etnie majoritară, locuitorii fiind bulgari (38,81%), turci (31,1%) și romi (30,07%). Pentru 0% din locuitori nu este cunoscută apartenența etnică.